# Patricio Toranzo
Patricio Daniel Toranzo (Buenos Aires, 19 marzo 1982) è un ex calciatore argentino, di ruolo centrocampista.

## Carriera

### Club
Dopo aver giocato con varie squadre di club, nel 2010 si trasferisce al Racing Club.

### Nazionale
Conta 2 presenze con la nazionale argentina.